# TKT
TKT (T'inquiète) is een Belgisch-Luxemburgse fantasyfilm uit 2024, geschreven en geregisseerd door Solange Cicurel. De film is gebaseerd op het boek Tout ira bien van Elena Tenace uit 2022 en handelt over pesten in school. De hoofdrollen worden vertolkt door Lanna de Palmaert, Émilie Dequenne en Stéphane de Groodt.

## Verhaal
De 16-jarige Emma lijkt goed in haar vel te zitten en is populair op haar middelbare school, tot ze in een coma terechtkomt. Terwijl ze in coma is, kan ze zich als "geest" voortbewegen in tijd en ruimte om zo via haar herinneringen proberen te achterhalen wat er met haar gebeurd is.

## Rolverdeling
| Acteur             | Personage     |
| ------------------ | ------------- |
| Lanna de Palmaert  | Emma          |
| Émilie Dequenne    | Emma's moeder |
| Stéphane de Groodt | Emma's vader  |
| Lily Dupont        |               |
| Emmanuelle Galabru |               |
| Tania Garbarski    |               |

## Productie
De film werd geproduceerd door Beluga Tree en Deal Productions (Luxemburg), in coproductie met Other Angle Pictures, dat ook de internationale distributie verzorgt, en RTBF. De film kreeg steun van onder andere Screen Brussels. De filmopnames gingen in de zomer van 2023 door in Brussel in onder andere het Egmondpark.
Tijdens het schrijven van het filmscenario ontmoette Solange Cicurel veel tieners die haar verschillende intimidatiesituaties uitlegden. Ze verzamelde vervolgens al deze stukjes verhaal om het verhaal van Emma te creëren. De dialogen werden vervolgens herlezen door de dochter van de regisseur en door de acteurs, zodat de weergave zo geloofwaardig mogelijk zou zijn. Een van de doelstellingen van TKT is namelijk het bereiken van jongeren.

## Release
TKT ging op 9 oktober 2024 in première. De film werd op verschillende scholen vertoond en er was veel feedback omdat er veel emoties en veel vragen van de jongeren waren. Jongeren getuigden dat ze werden lastiggevallen, en anderen legden uit dat ze zich niet hadden gerealiseerd dat ze intimideerders waren. Door de productie van de film ontstond er zelfs een educatief dossier voor scholen met als doel het bewustzijn vergroten, maar ook het pesten op school te bestrijden.